# Стерлитамак — Магнитогорск (автодорога)
Стерлитамак — Белорецк — Магнитогорск (Белорецкий тракт, бывшая Р316) — межрегиональная автодорога в Башкортостане (идентификационный номер 80 ОП РЗ 80К-026) и Челябинской области (74 ОП РЗ 75К-068). Частью трассы является исторический Белорецкий тракт, связывающий город Стерлитамак, стоящий на ранее судоходной части реки Белой, с металлургическими заводами Верхнего Авзяна, Каги, Узяна, Белорецка, Магнитогорска.
Использование: перевозка лесоматериалов, туризм. Как транспортный коридор практически не играет роли из-за очень плохого состояния покрытия.
Протяжённость — 301 км, из которых:
- Стерлитамак — Петровское — 30 км
- Петровское — Кулгунино — 43 км
- Кулгунино — Бретяк (Бурзянский район) — 22 км
- Бретяк — Верхний Авзян — 23 км
- Верхний Авзян — Кага — 12 км
- Кага — Узян — 26 км
- Узян — Серменево — 31 км
- Серменево — Белорецк — 24 км
- Белорецк — Абзаково — 22 км
- Абзаково — Магнитогорск — 64 км.

## Автодорога в пределах Республики Башкортостан

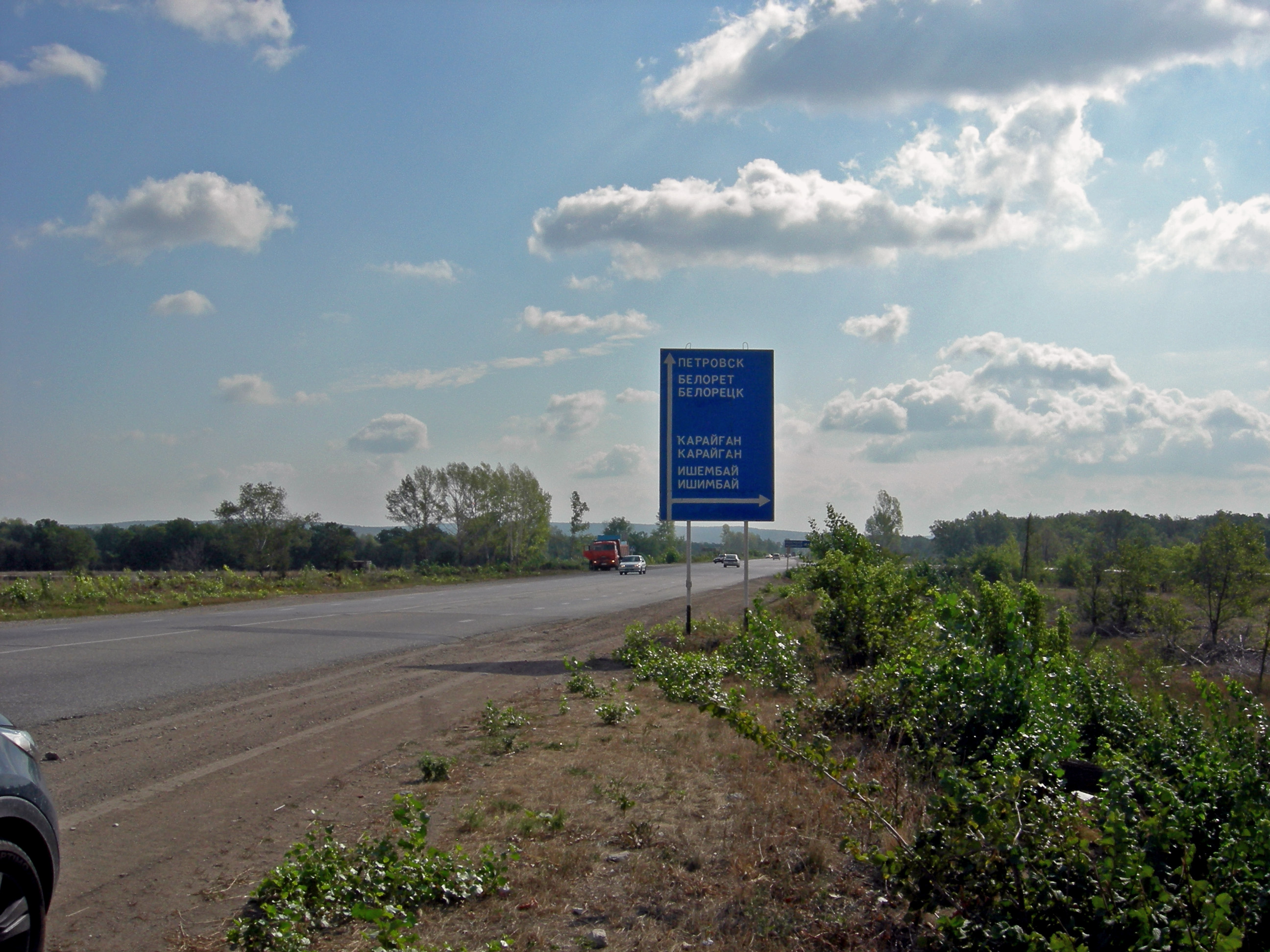
Выезд из Стерлитамака

Дорога начинается в городе Стерлитамаке на пересечении улиц Кочетова и Технической, мост через реку Белую. Далее проходит по территории Ишимбайского района Башкирии в восточном направлении. От Стерлитамака до села Макарово — асфальтовая, от Макарово до Кулгунино — укатанная гравийная, от Кулгунино до Бретяка — гравийная дорога, средняя скорость движения 5—15 км/ч. От Каги до Белорецка и Магнитогорска — асфальт.

## Альтернативные маршруты
Из Стерлитамака в Магнитогорск можно доехать по асфальтированной дороге Р240 и свернуть на Р361 Ира — Зилаир — Сибай — Магнитогорск

Также из Стерлитамака, через Русский Саскуль — Архангельское — Инзер — Белорецк — Абзаково — Магнитогорск.

## Маршрут
| Расстояние (прибл.) |  | Населённый пункт               | Другие трассы, направления |
| ------------------- |  | ------------------------------ | -------------------------- |
| 0 км                |  | Стерлитамак                    | Р240                       |
| 30 км               |  | Петровское (Ишимбайский район) |                            |
| 48 км               |  | Макарово                       |                            |
| 134 км              |  | Кага                           | Старосубхангулово (Бурзян) |
| 191 км              |  | Серменево                      | Уфа                        |
| 215 км              |  | Белорецк                       | Учалы                      |
| 301 км              |  | Магнитогорск                   |                            |

## Достопримечательности
Водопад Кук-Караук (на картах Кукраук), пещеры Девичья (Кызлартау) и Салавата Юлаева. Забавно, что национальный герой Башкортостана Салават Юлаев в этой пещере никогда не был, название же связано с тем, что пещера использовалась как локация для натурных съемок фильма «Салават Юлаев». В действительности пещера Салавата находится на севере Республики Башкортостан, в Салаватском районе.
Трасса от села Макарова до Верхнего Авзяна труднопроходима. Особо опасным участком считается перевал Алатау — долгий подъём и грязевые лужи (после дождей, а в горах они не редкость).

## Фотогалерея

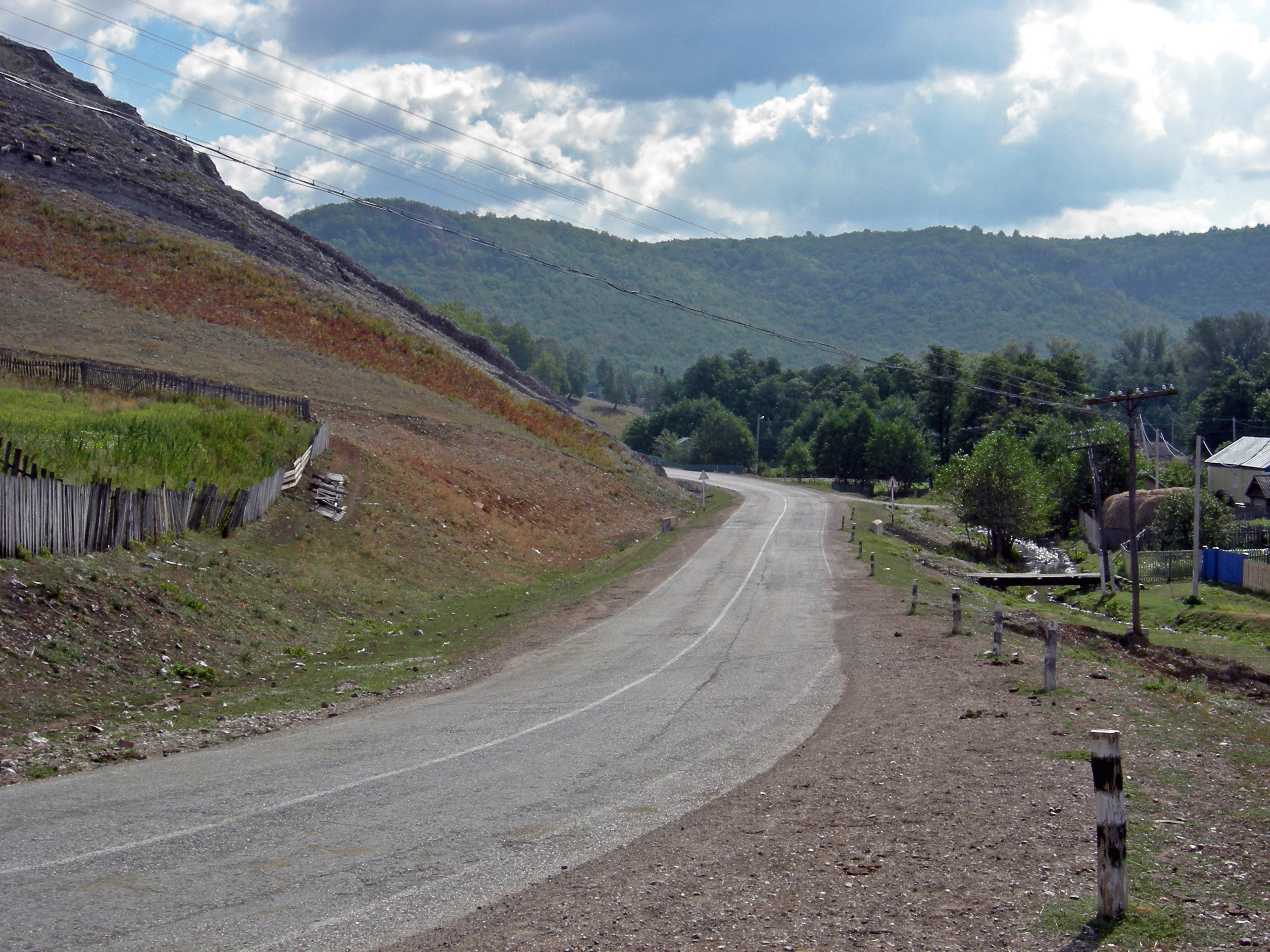
село Макарово
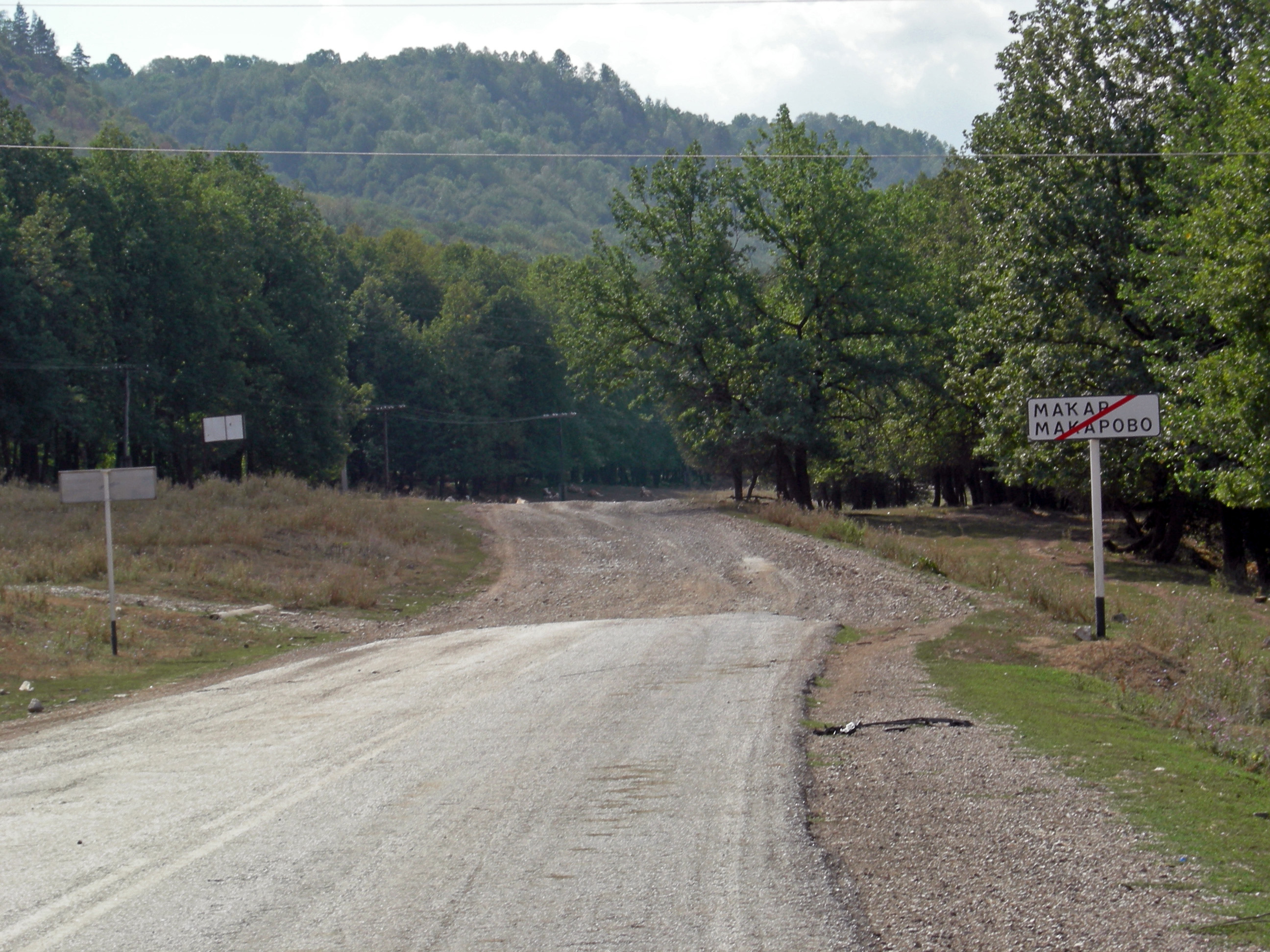
Макарово. Асфальт  кончился.
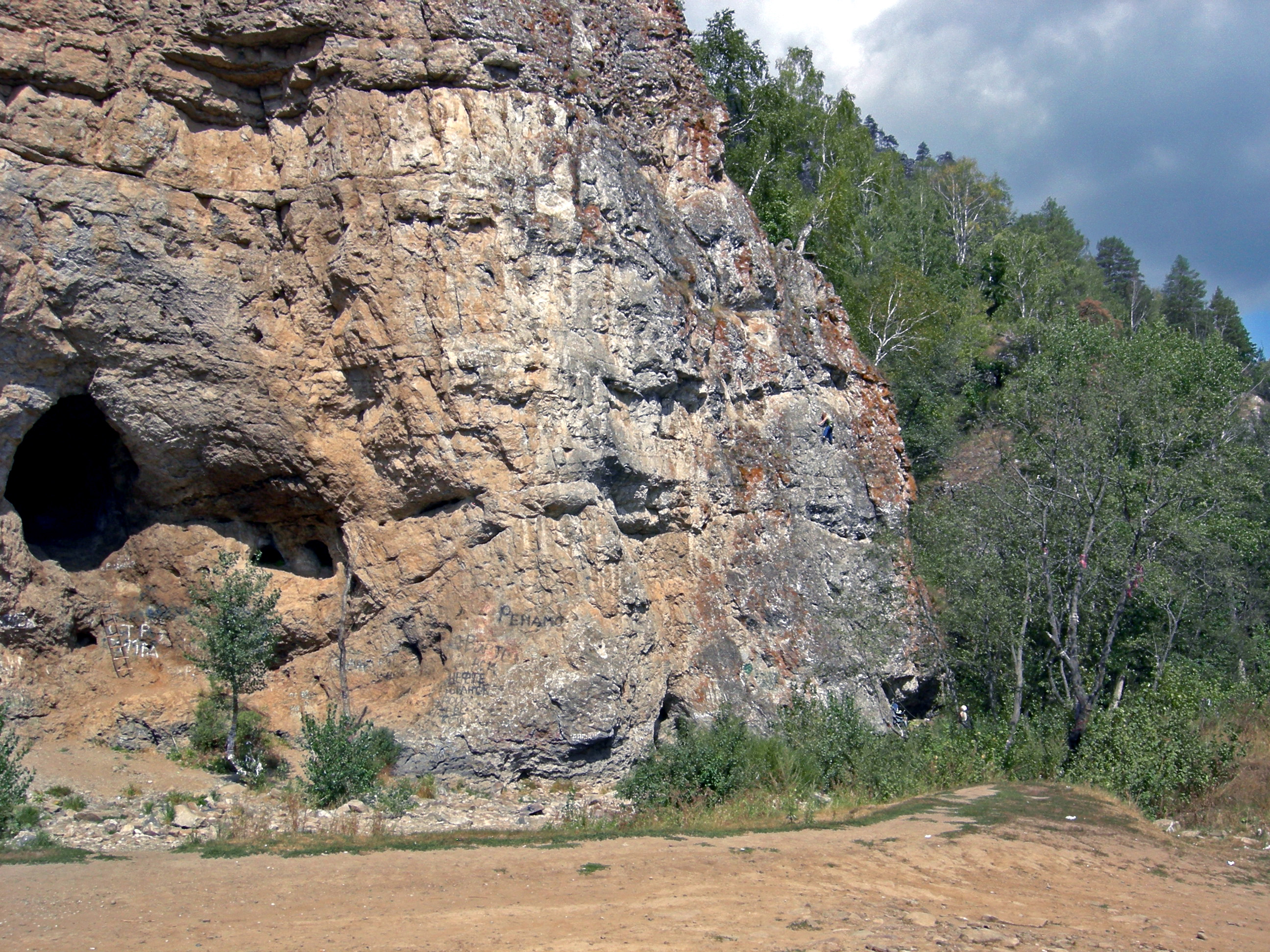
Салаватская пещера
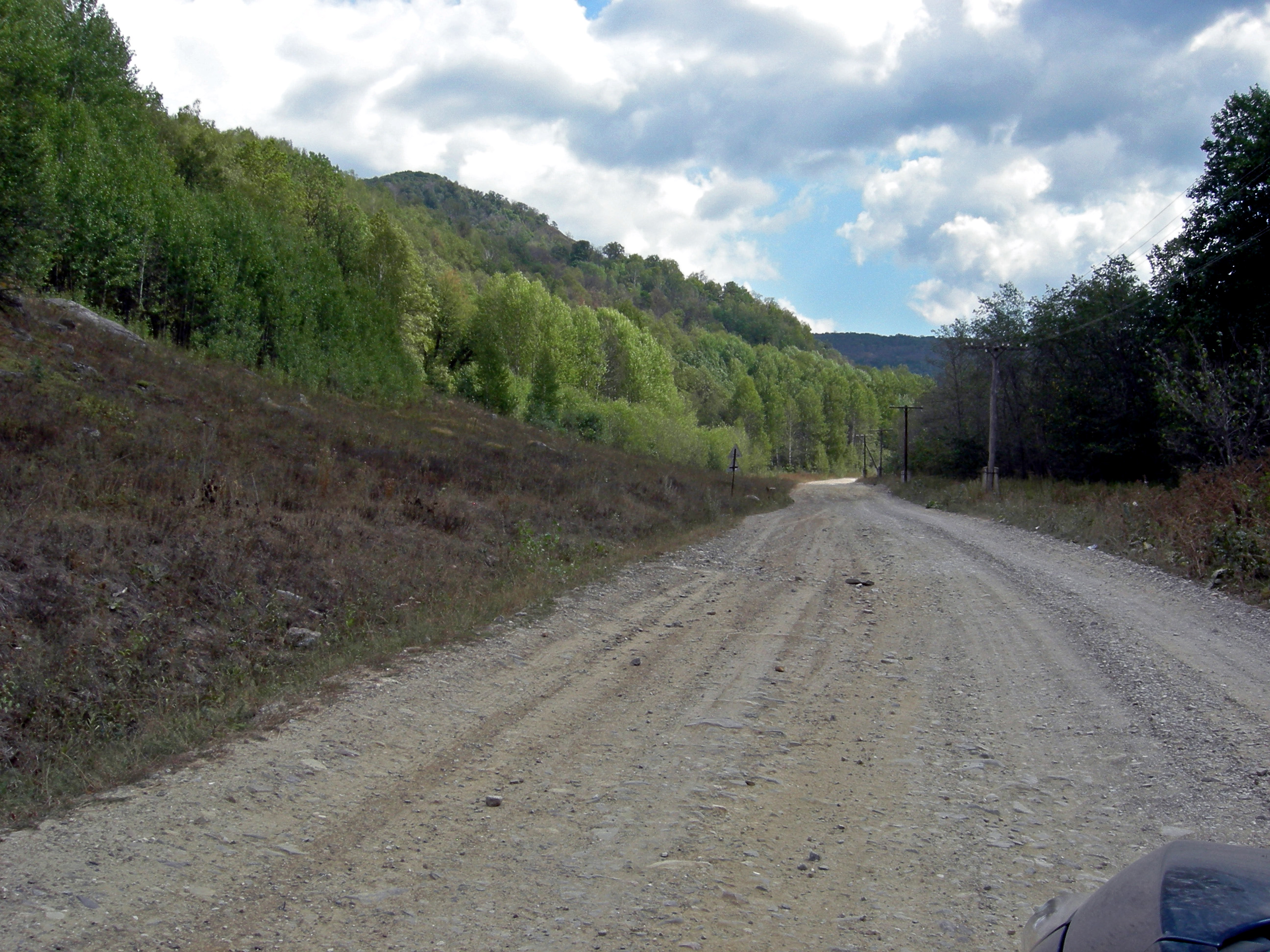
дорожное полотно.
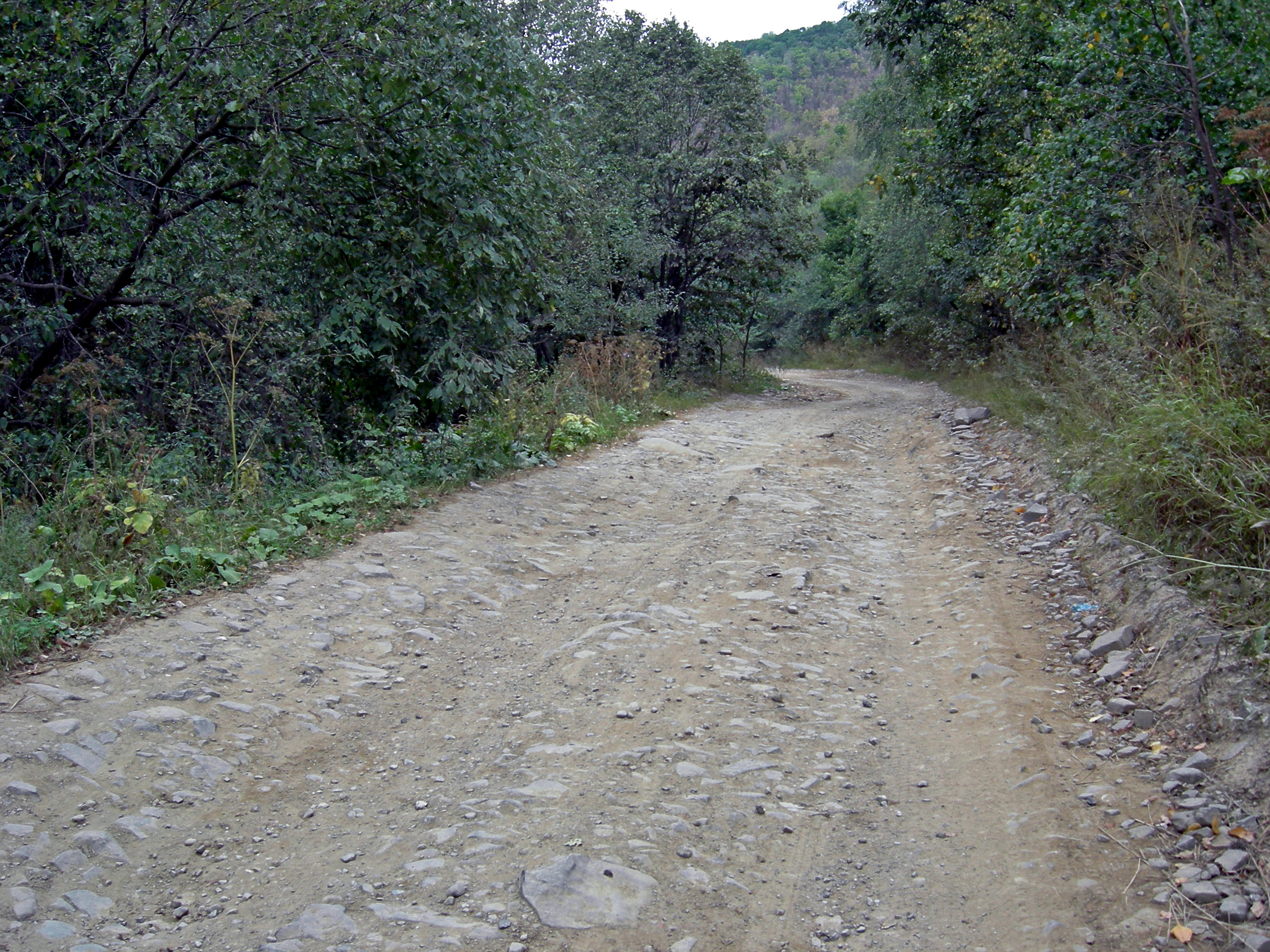
дорожное полотно.
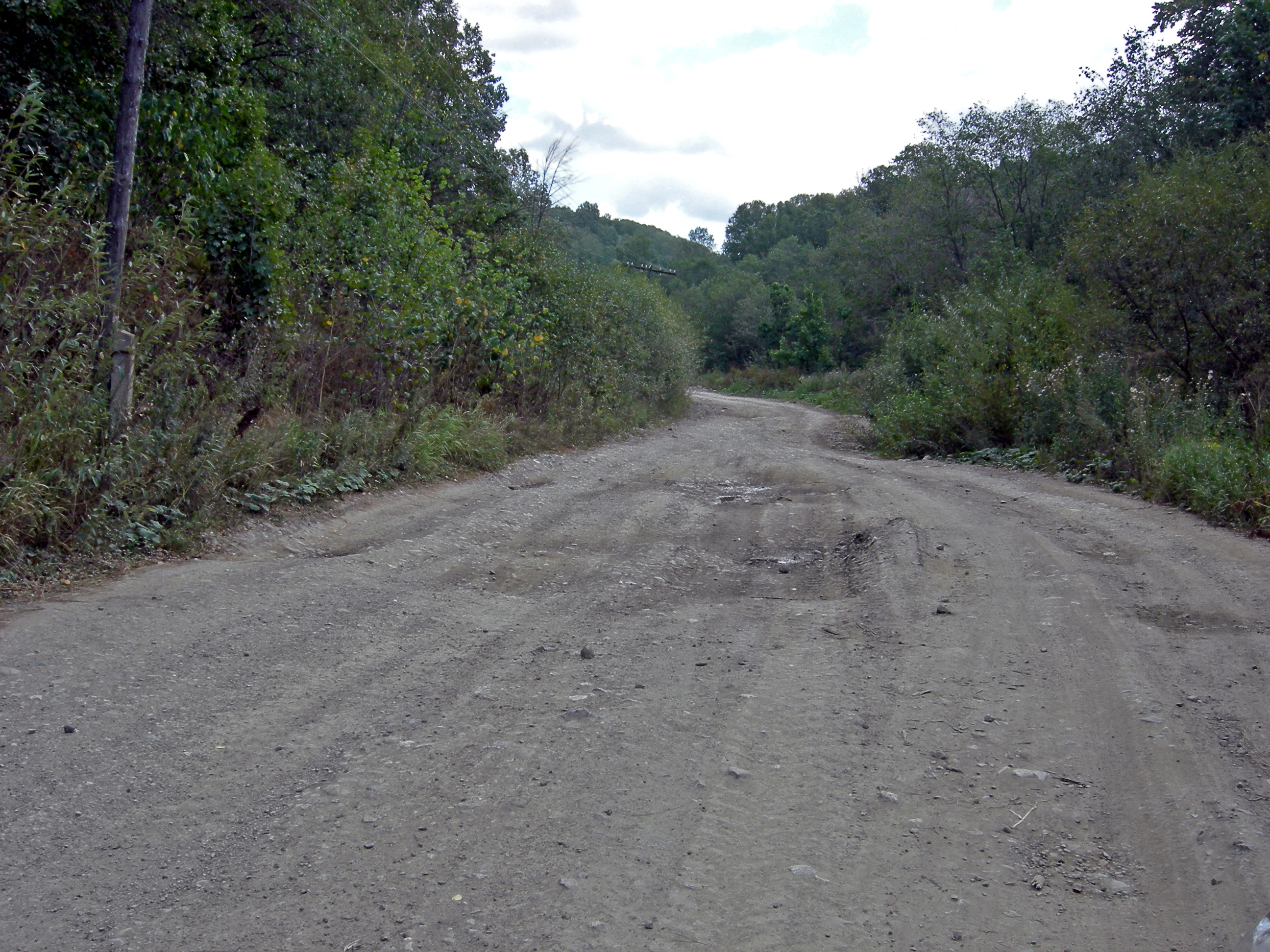
дорожное полотно.

## Интересные факты
Осенью 2015 года открыт 2-й сектор объездной дороги вокруг города Белорецка.

## Перспективы
Планируется дорогу Стерлитамак — Белорецк — Магнитогорск полностью отремонтировать и переоформить в федеральную.

Работы на наиболее проблемном участке в 21 км — от деревни Макарово до населенного пункта Казарма — планировалось завершить до конца 2015 года.